# Jack Ferguson Award
Der Jack Ferguson Award ist eine Auszeichnung der Ontario Hockey League. Er wird jährlich an den erstgewählten Spieler der OHL Priority Selection vergeben. Die Auszeichnung wurde nach Jack Ferguson, einem ehemaligen Scout der Ottawa 67’s und Funktionär des Central Scouting Bureau der Ontario Hockey League, benannt, der 25 Jahre in Diensten der Liga stand.

## Gewinner
| Jahr | Spieler            | Team                          |
| ---- | ------------------ | ----------------------------- |
| 2025 | Kaden McGregor     | Peterborough Petes            |
| 2024 | Ethan Belchetz     | Windsor Spitfires             |
| 2023 | Matthew Schaefer   | Erie Otters                   |
| 2022 | Michael Misa       | Saginaw Spirit                |
| 2021 | Quentin Musty      | Sudbury Wolves                |
| 2020 | Ty Nelson          | North Bay Battalion           |
| 2019 | Shane Wright       | Kingston Frontenacs           |
| 2018 | Quinton Byfield    | Sudbury Wolves                |
| 2017 | Ryan Suzuki        | Barrie Colts                  |
| 2016 | Ryan Merkley       | Guelph Storm                  |
| 2015 | David Levin        | Sudbury Wolves                |
| 2014 | Jakob Chychrun     | Sarnia Sting                  |
| 2013 | Travis Konecny     | Ottawa 67’s                   |
| 2012 | Connor McDavid     | Erie Otters                   |
| 2011 | Aaron Ekblad       | Barrie Colts                  |
| 2010 | Alex Galchenyuk    | Sarnia Sting                  |
| 2009 | Daniel Catenacci   | Sault Ste. Marie Greyhounds   |
| 2008 | John McFarland     | Sudbury Wolves                |
| 2007 | Ryan O’Reilly      | Erie Otters                   |
| 2006 | Steven Stamkos     | Sarnia Sting                  |
| 2005 | John Tavares       | Oshawa Generals               |
| 2004 | John Hughes        | Belleville Bulls              |
| 2003 | Patrick McNeill    | Saginaw Spirit                |
| 2002 | Rob Schremp        | Mississauga IceDogs           |
| 2001 | Patrick O’Sullivan | Mississauga IceDogs           |
| 2000 | Patrick Jarrett    | Mississauga IceDogs           |
| 1999 | Jason Spezza       | Mississauga IceDogs           |
| 1998 | Jay Harrison       | Brampton Battalion            |
| 1997 | Charlie Stephens   | Toronto St. Michael’s Majors  |
| 1996 | Rico Fata          | London Knights                |
| 1995 | Daniel Tkaczuk     | Barrie Colts                  |
| 1994 | Jeff Brown         | Sarnia Sting                  |
| 1993 | Alyn McCauley      | Ottawa 67’s                   |
| 1992 | Jeff O’Neill       | Guelph Storm                  |
| 1991 | Todd Harvey        | Detroit Compuware Ambassadors |
| 1990 | Pat Peake          | Detroit Compuware Ambassadors |
| 1989 | Eric Lindros       | Sault Ste. Marie Greyhounds   |
| 1988 | Drake Berehowsky   | Kingston Canadians            |
| 1987 | John Uniac         | Sudbury Wolves                |
| 1986 | Troy Mallette      | Sault Ste. Marie Greyhounds   |
| 1985 | Bryan Fogarty      | Kingston Canadians            |
| 1984 | Dave Moylan        | Sudbury Wolves                |
| 1983 | Trevor Stienburg   | Guelph Platers                |
| 1982 | Kirk Muller        | Guelph Platers                |
| 1981 | Dan Quinn          | Belleville Bulls              |

## Quelle
- Ontario Hockey League Media Information Guide 2010–2011, S. 133